# Unagi (cuisine)
Pour les articles homonymes, voir Unagi.
Unagi est le terme japonais désignant l'anguille et plus précisément l'anguille du Japon, très appréciée dans la cuisine japonaise.
Sa première mention dans un texte japonais remonte au célèbre recueil de poèmes Man'yōshū (759), sous le terme de « munagi ». C'est dans la deuxième moitié de l'époque de Heian (794 - 1185) que la prononciation changera en « unagi ».
À l'époque d'Edo (1603-1868), l'anguille est l'un des quatre principaux mets consommés avec les nouilles soba, les sushis et les tempuras.
L'anguille du Japon fait partie des poissons largement consommés dans l'archipel, à niveau de 110 000 tonnes par an. Bien que depuis la seconde moitié du XXe siècle, des techniques d'élevage ainsi que l'importation se soient développées, l'anguille sauvage reste toujours prisée.
L'élevage de l'anguille du Japon a pour la première fois été expérimentée dans la rivière Fukugawa (arrondissement de Kōtō) à Tokyo en 1879. En 1891, un étang artificiel est aménagé pour cet élevage dans la ville de Kosai (préfecture de Shizuoka), et 6 ans plus tard dans la ville de Hamamatsu (préfecture de Shizuoka), célèbre aujourd'hui encore pour ses plats d'anguille.
L'une des manières les plus classiques de préparer l'anguille au Japon est le kabayaki, utilisé en particulier pour le hitsumabushi de Nagoya.